# Лікіцари
Лікіца́ри (словацькою Likičar, Likicary, угорською Kuruczvár) — село увійшло до Тур'є-Реметівської сільської громади в Ужгородському районі (до адміністративно-територіальної реформи 2020 р. у Перечинському районі) Закарпатської області.

## Історія
Історія села давня – саме в цих місцях, знайдені кременеві знаряддя праці епохи пізнього палеоліту – близько 15 тисяч років тому. А високо між скелями загубилися залишки кам’яного тракту. Все це свідчить про те, що пращури багато століть тому визначили ці місця як придатні для життя.
Дивна, трохи схожа на румунську, назва цього населеного пункту пояснюється старою легендою. Згідно з нею, в давні часи люди повстали проти царя. Після тривалої боротьби з царем-деспотом його було вбито на місці, яке розташовувалось на схилах сусідньої гори Млаки. Сам загиблий тиран був величезного росту. Саме тому, у згадку про перемогу над «великим царем» і пішла назва Лікіцари.
Перші письмові згадки про село можна знайти у часописах 15 століття. Саме там воно згадується з назвою Лікіцари. Звідки вона походить і її точний переклад достеменно ніхто сказати не може. Місцеві гадають, що назва скоріш має румунське значення, а в буквальному перекладі означає «місце для торгівлі». За часів Австро-Угорської імперії село назвали Куруцвар, а потім вже назва обросла легендами, мовляв саме цю території заселяли народні повстанці куруци.
Ще у 60-70 роках за часів радянської влади у селі проживало 350 чоловік і було понад 70 будинків. Була навіть початкова школа на 40 дітей, де працювало 2 вчителі.
Церква св. Василя Великого. 17 ст., 1746 р.
Невелика церква чудово вимальовується на схилі гори посеред села. Довкола панують лісисті схили, а над ними величний масив полонини Рівної.
Церква була збудована з ялини в 17 ст. триверхою, бойківського стилю (можливо, лемківського стилю). У 1748 р. церква була перебудована і набула сучасного вигляду. Шатрові з заломами перекриття нави та вівтарного зрубу вкрили двосхилим дахом, над бабинцем влаштували плоске перекриття. Значний ремонт, а, можливо, і часткову перебудову проведено в 1932 р.
Більший зруб, спільний для нави і бабинця, і менший вівтарний зруб вкриті двосхилим дахом. По периметру храму йде піддашшя, що спирається на випуски зрубів. Піддашшя і дах мають профільований карниз із цільного бруса. Над бабинцем – невисока квадратна башта з бароковим завершенням. Подібна до башти невелика главка увінчує гребінь даху над вівтарем. У 1985 р. змінили інтер’єр: настелили дерев’яну підлогу (давніше підлога була викладена плитами пісковика), стіни і стелю обшили прес-картоном, провели електрику, перефарбували трирядний іконостас. Дерев’яна каркасна дзвіниця стоїть на високому кам’яному підмурівку.

## Пам'ятки
- Дерев'яна церква св. Василя Великого, XVII ст., 1746

## Населення
Згідно з переписом УРСР 1989 року чисельність наявного населення села становила 92 особи, з яких 45 чоловіків та 47 жінок.
За переписом населення України 2001 року в селі мешкало 49 осіб. 100 % населення вказало своєю рідною мовою українську мову.
На даний момент проживає 25 людей.

## Туристичні місця
- знайдені кременеві знаряддя праці епохи пізнього палеоліту – близько 15 тисяч років тому.
- св. Василя Великого. 17 ст., 1746 р